# Puchar Ukrainy w piłce nożnej (1997/1998)
Puchar Ukrainy 1997/1998 - VII rozgrywki ukraińskiej PFL, mające na celu wyłonienie zdobywcy krajowego Pucharu, który zakwalifikuje się tym samym do Puchar Zdobywców Pucharów sezonu 1998/99. Sezon trwał od 14 lipca 1997 do 31 maja 1998.
W sezonie 1997/1998 rozgrywki te składały się z:
- meczów rundy wstępnej,
- meczów 1/128 finału,
- dwumeczów 1/64 finału,
- dwumeczów 1/32 finału,
- dwumeczów 1/16 finału,
- dwumeczów 1/8 finału,
- dwumeczów 1/4 finału,
- dwumeczów 1/2 finału,
- meczu finałowego.

## Drużyny
Do rozgrywek Pucharu przystąpiło 90 klubów Wyższej, Pierwszej i Drugiej Lihi oraz zdobywca Pucharu Ukrainy spośród amatorów. 
| Kluby Wyższej Lihi: | Kluby Pierwszej Lihi: | Kluby Drugiej Lihi: | Kluby Drugiej Lihi: |
| - CSKA Kijów - Czornomoreć Odessa - Dnipro Dniepropetrowsk - Dynamo Kijów - Karpaty Lwów - Krywbas Krzywy Róg - Metałurh Donieck - Metałurh Mariupol - Metałurh Zaporoże - Nywa Tarnopol - Prykarpattia Iwano-Frankiwsk - Szachtar Donieck - Tawrija Symferopol - Torpedo Zaporoże - Worskła Połtawa - Zirka-NIBAS Kirowohrad | - Awanhard-Industrija Roweńky - Bukowyna Czerniowce - Chimik Siewierodonieck - CSKA-2 Kijów - Desna Czernihów - Dynamo-2 Kijów - FK Czerkasy - FK Lwów - Jawir Krasnopole - Kremiń Krzemieńczuk - Metalist Charków - Metałurh Nikopol - Naftowyk Ochtyrka - Nywa Winnica - Polihraftechnika Oleksandria - Polissia Żytomierz - SK Mikołajów - Stal Ałczewsk - Szachtar Makiejewka - Werchowyna Użhorod - Wiktor Zaporoże - Wołyń Łuck - Zoria Ługańsk | - Awers Bachmacz - Borysfen Boryspol - Cementnyk-Chorda Mikołajów - Czornomoreć Sewastopol - Dnipro-2 Dniepropetrowsk - Dynamo Odessa - Dynamo-3 Kijów - Ełektron Romny - Fakeł Warwa - FK Kałusz - FK Petriwci - FK Tyśmienica - Fortuna Szarogród - Hałyczyna Drohobycz - Haraj Żółkiew - Hazowyk Komarno - Hirnyk-Sport Komsomolsk - Karpaty Mukaczewo - Karpaty-2 Lwów - Krystał Chersoń - Krystał Czortków - Krywbas-2 Krzywy Róg - Łokomotyw Smiła - Metalist-2 Charków - Metałurh Komsomolskie | - Metałurh Nowomoskowsk - Metałurh-2 Donieck - Naftowyk Dolina - Nerafa Sławutycz - Nywa Berszad - Obołoń-PPO Kijów - Olimpija FK AES Jużnoukraińsk - Oskił Kupiańsk - Papirnyk Malin - Piwdeństal Jenakijewe - Podilla Chmielnicki - Pokuttia Kołomyja - Portowyk Iljiczewsk - Rihonda Biała Cerkiew - SK Odessa - SKA-Łotto Odessa - Słowjaneć Konotop - Systema-Boreks Borodzianka - Szachtar Stachanow - Szachtar-2 Donieck - Torpedo Melitopol - Tytan Armiańsk - Weres Równe - Worskła-2 Połtawa - Zirka-NIBAS-2 Kirowohrad |

Zdobywca Pucharu spośród amatorów:
- Domobudiwnyk Czernihów

## Terminarz rozgrywek

### Runda wstępna (1/256 finału)
| 14 lipca 1997              |     |                          |          |
| Papirnyk Malin             | 1:2 | Dynamo-3 Kijów           | (dod.)   |
| Cementnyk-Chorda Mikołajów | 3:1 | Naftowyk Dolina          |          |
| Piwdeństal Jenakijewe      | 3:1 | Metałurh Komsomolskie    |          |
| Hazowyk Komarno            | 3:1 | Karpaty-2 Lwów           |          |
| Fortuna Szarogród          | 1:0 | SKA-Łotto Odessa         |          |
| Czornomoreć Sewastopol     | -:+ | Dynamo Odessa            |          |
| Domobudiwnyk Czernihów     | 1:1 | Dnipro-2 Dniepropetrowsk | (k. 7:6) |
| Awers Bachmacz             | 1:0 | Słowjaneć Konotop        |          |
| Krywbas-2 Krzywy Róg       | 1:2 | Zirka-NIBAS-2 Kirowohrad | (dod.)   |
| Borysfen Boryspol          | 3:0 | Rihonda Biała Cerkiew    |          |

### 1/128 finału
| 18 lipca 1997              |     |                               |          |
| Dynamo-3 Kijów             | 3:1 | Obołoń-PPO Kijów              |          |
| Cementnyk-Chorda Mikołajów | 1:0 | Systema-Boreks Borodzianka    | (dod.)   |
| Piwdeństal Jenakijewe      | 1:0 | Szachtar Stachanow            |          |
| Nerafa Sławutycz           | -:+ | Karpaty Mukaczewo             |          |
| Hazowyk Komarno            | 1:0 | Hałyczyna Drohobycz           |          |
| Krystał Chersoń            | 3:1 | Olimpija FK AES Jużnoukraińsk |          |
| Fortuna Szarogród          | 2:1 | Łokomotyw Smiła               |          |
| Pokuttia Kołomyja          | -:+ | FK Kałusz                     |          |
| Haraj Żółkiew              | 2:1 | Nywa Berszad                  |          |
| Dynamo Odessa              | +:- | Portowyk Iljiczewsk           |          |
| Wiktor Zaporoże            | 1:2 | Torpedo Melitopol             | (dod.)   |
| Domobudiwnyk Czernihów     | +:- | Worskła-2 Połtawa             |          |
| Szachtar-2 Donieck         | 3:0 | Metalist-2 Charków            |          |
| Awers Bachmacz             | 1:0 | Ełektron Romny                |          |
| Zirka-NIBAS-2 Kirowohrad   | 3:2 | Metałurh-2 Donieck            |          |
| Borysfen Boryspol          | 0:0 | Hirnyk-Sport Komsomolsk       | (k. 3:4) |

### 1/64 finału
|                                   | 1 mecz | 2 mecz | Suma |                             |                                               |
| --------------------------------- | ------ | ------ | ---- | --------------------------- | --------------------------------------------- |
| 22 lipca i 26 lipca 1997          |        |        |      |                             |                                               |
| Dynamo-3 Kijów                    | 4:0    | 3:1    | 7:1  | Podilla Chmielnicki         |                                               |
| Desna Czernihów                   | 3:0    | 1:4    | 4:4  | Cementnyk-Chorda Mikołajów  | (dod., k.4:3 - nie wliczono zbędnych karnych) |
| Zoria Ługańsk                     | 1:0    | 4:1    | 5:1  | Piwdeństal Jenakijewe       |                                               |
| Karpaty Mukaczewo                 | 2:1    | 2:3    | 4:4  | Weres Równe                 |                                               |
| Hazowyk Komarno                   | 0:0    | 0:1    | 0:1  | Krystał Czortków            |                                               |
| FK Czerkasy                       | 2:4    | 3:1    | 5:5  | Krystał Chersoń             |                                               |
| Fortuna Szarogród                 |        |        | +:-  | Fakeł Warwa                 |                                               |
| FK Tyśmienica                     | 0:2    | 1:0    | 1:2  | FK Kałusz                   |                                               |
| Haraj Żółkiew                     | 1:2    | 2:3    | 3:5  | Polissia Żytomierz          |                                               |
| SK Odessa                         | 3:0    | 1:3    | 4:3  | Dynamo Odessa               |                                               |
| Torpedo Melitopol                 | 2:2    | 1:2    | 3:4  | Tytan Armiańsk              |                                               |
| Szachtar-2 Donieck                | 1:2    | 1:2    | 2:4  | Oskił Kupiańsk              |                                               |
| FK Petriwci                       | 0:2    | 1:0    | 1:2  | Awers Bachmacz              |                                               |
| Zirka-NIBAS-2 Kirowohrad          | 0:3    | 1:2    | 1:5  | Awanhard-Industrija Roweńky |                                               |
| 22 lipca i 29 sierpnia 1997       |        |        |      |                             |                                               |
| Hirnyk-Sport Komsomolsk           | 0:1    | 1:1    | 1:2  | Metałurh Nowomoskowsk       |                                               |
| 13 sierpnia i 2 października 1997 |        |        |      |                             |                                               |
| CSKA-2 Kijów                      | 1:0    | 2:1    | 3:1  | Domobudiwnyk Czernihów      |                                               |

### 1/32 finału
|                                        | 1 mecz | 2 mecz | Suma |                              |                                                         |
| -------------------------------------- | ------ | ------ | ---- | ---------------------------- | ------------------------------------------------------- |
| 15 października i 20 października 1997 |        |        |      |                              |                                                         |
| Dynamo-3 Kijów                         | 2:1    | 2:1    | 4:2  | Chimik Siewierodonieck       |                                                         |
| Desna Czernihów                        | 1:0    | 2:1    | 3:1  | Dynamo-2 Kijów               |                                                         |
| Metalist Charków                       | 2:1    | 0:0    | 2:1  | Zoria Ługańsk                |                                                         |
| Naftowyk Ochtyrka                      | 4:0    | 2:1    | 6:1  | Karpaty Mukaczewo            |                                                         |
| SK Mikołajów                           | 3:0    | 1:0    | 4:0  | Krystał Czortków             |                                                         |
| Krystał Chersoń                        | 1:0    | 2:3    | 3:3  | Polihraftechnika Oleksandria |                                                         |
| Kremiń Krzemieńczuk                    | 1:0    | 0:2    | 1:2  | Fortuna Szarogród            |                                                         |
| Szachtar Makiejewka                    | 1:1    | 3:0    | 4:1  | FK Kałusz                    |                                                         |
| Werchowyna Użhorod                     | 2:2    | 0:4    | 2:6  | Polissia Żytomierz           |                                                         |
| SK Odessa                              | 0:2    | 0:1    | 0:3  | Nywa Winnica                 |                                                         |
| Tytan Armiańsk                         | 3:1    | 1:5    | 4:6  | Bukowyna Czerniowce          |                                                         |
| CSKA-2 Kijów                           | 0:0    | 3:3    | 3:3  | FK Lwów                      |                                                         |
| Metałurh Nikopol                       | 4:2    | +:-    | +:-  | Oskił Kupiańsk               | Oskił Kupiańsk dyskwalifikowany przez podstawę piłkarza |
| Awers Bachmacz                         |        |        | -:+  | Stal Ałczewsk                | Awers Bachmacz zrezygnował z rozgrywek                  |
| Wołyń Łuck                             |        |        | +:-  | Awanhard-Industrija Roweńky  | Awanhard-Industrija Roweńky zrezygnował z rozgrywek     |
| Metałurh Nowomoskowsk                  | 1:2    | -:+    | -:+  | Jawir Krasnopole             | Metałurh Nowomoskowsk zrezygnował z rozgrywek           |

### 1/16 finału
|                                    | 1 mecz | 2 mecz | Suma |                        |                |
| ---------------------------------- | ------ | ------ | ---- | ---------------------- | -------------- |
| 26 października i 1 listopada 1997 |        |        |      |                        |                |
| Krywbas Krzywy Róg                 | 2:0    | 1:3    | 3:3  | SK Mikołajów           | (dod.)         |
| Metałurh Mariupol                  | 5:3    | 2:3    | 7:6  | Desna Czernihów        |                |
| Metalist Charków                   | 2:2    | 0:4    | 2:6  | Czornomoreć Odessa     |                |
| Naftowyk Ochtyrka                  | 1:1    | 2:2    | 3:3  | Zirka-NIBAS Kirowohrad |                |
| Torpedo Zaporoże                   | 3:0    | 1:1    | 4:1  | Fortuna Szarogród      |                |
| Szachtar Makiejewka                | 1:2    | 1:3    | 2:5  | Worskła Połtawa        |                |
| Polissia Żytomierz                 | 1:0    | 0:2    | 1:2  | Dnipro Dniepropetrowsk |                |
| Prykarpattia Iwano-Frankiwsk       | 2:0    | 0:2    | 2:2  | Nywa Winnica           | (dod., k. 2:4) |
| Bukowyna Czerniowce                | 0:2    | 0:1    | 0:3  | Tawrija Symferopol     |                |
| CSKA-2 Kijów                       | 2:4    | 2:1    | 4:5  | CSKA Kijów             |                |
| Nywa Tarnopol                      | 4:0    | 1:1    | 5:1  | Metałurh Nikopol       |                |
| Wołyń Łuck                         | 0:0    | 1:2    | 1:2  | Metałurh Donieck       |                |
| Stal Ałczewsk                      | 0:1    | 0:0    | 0:1  | Metałurh Zaporoże      |                |
| Krystał Chersoń                    | 1:4    | 1:4    | 2:8  | Karpaty Lwów           |                |
| 1 listopada i 11 listopada 1997    |        |        |      |                        |                |
| Dynamo-3 Kijów                     | 0:5    | 3:5    | 3:10 | Dynamo Kijów           |                |
| 1 listopada i 20 listopada 1997    |        |        |      |                        |                |
| Jawir Krasnopole                   | 3:3    | 0:3    | 3:6  | Szachtar Donieck       |                |

### 1/8 finału
|                            | 1 mecz | 2 mecz | Suma |                        |                |
| -------------------------- | ------ | ------ | ---- | ---------------------- | -------------- |
| 9 marca i 13 marca 1998    |        |        |      |                        |                |
| Naftowyk Ochtyrka          | 3:0    | 0:5    | 3:5  | Czornomoreć Odessa     |                |
| Krywbas Krzywy Róg         | 2:0    | 0:2    | 2:2  | Karpaty Lwów           | (dod., k. 4:3) |
| Torpedo Zaporoże           | 0:1    | 0:0    | 0:1  | Worskła Połtawa        |                |
| CSKA Kijów                 | 2:0    | 0:1    | 2:1  | Tawrija Symferopol     |                |
| Metałurh Zaporoże          | 2:1    | 1:3    | 3:4  | Nywa Tarnopol          |                |
| Metałurh Donieck           | 2:0    | 1:3    | 3:3  | Szachtar Donieck       |                |
| Nywa Winnica               | 1:1    | 0:2    | 1:3  | Dnipro Dniepropetrowsk |                |
| 11 marca i 1 kwietnia 1998 |        |        |      |                        |                |
| Dynamo Kijów               | 3:0    | 1:0    | 4:0  | Metałurh Mariupol      |                |

### 1/4 finału
|                                | 1 mecz | 2 mecz | Suma |                    |        |
| ------------------------------ | ------ | ------ | ---- | ------------------ | ------ |
| 10 kwietnia i 24 kwietnia 1998 |        |        |      |                    |        |
| Dynamo Kijów                   | 3:0    | 4:1    | 7:1  | Czornomoreć Odessa |        |
| Krywbas Krzywy Róg             | 2:1    | 0:0    | 2:1  | Worskła Połtawa    |        |
| Dnipro Dniepropetrowsk         | 0:1    | 1:1    | 1:2  | CSKA Kijów         | (dod.) |
| Nywa Tarnopol                  | 2:1    | 0:1    | 2:2  | Metałurh Donieck   |        |

### 1/2 finału
|                       | 1 mecz | 2 mecz | Suma |                  |  |
| --------------------- | ------ | ------ | ---- | ---------------- |  |
| 6 maja i 14 maja 1998 |        |        |      |                  |  |
| Krywbas Krzywy Róg    | 2:4    | 0:1    | 2:5  | Dynamo Kijów     |  |
| CSKA Kijów            | 1:1    | 3:1    | 4:2  | Metałurh Donieck |  |

### Finał
Mecz finałowy rozegrano 31 maja 1998 na Stadionie Olimpijskim w stolicy Kijowie.
| CSKA Kijów | 1:2 | Dynamo Kijów |  |

| Zdobywca Pucharu Ukrainy 1997/98 |
| -------------------------------- |
| Dynamo Kijów 3 tytuł             |
| złoto                            |